# Торренс, Дэвид (актёр)
Дэвид Торренс (англ. David Torrence; 17 января 1864 — 26 декабря 1951) — американский актёр шотландского происхождения. Родился как Дэвид Тайсон. За время своей карьеры в кино с 1913 по 1953 год снялся в 104 фильмах. Имеет звезду на Голливудской аллее славы. 
Родился в Эдинбурге, Шотландия и умер в Лос-Анджелесе, штат Калифорния. Похоронен на кладбище Инглвуд Парк. Брат актёра Эрнеста Торренса.

## Фильмография
- 1913 — Пленник Зенды
- 1913 — Тесс из д’Эбервиллей
- 1922 — Тэсс из Страны бурь
- 1923 — Подстриженные в багровых тонах
- 1924 — / The Sawdust Trail
- 1925 — Мистик
- 1926 — Третья степень
- 1926 — Браун Гарварда
- 1929 — Сильный мальчик
- 1929 — Черные часы
- 1929 — Дизраэли
- 1930 — Городская девчонка
- 1930 — / Raffles
- 1931 — Ист Линн — Ричард Хэйр
- 1932 — Успешный бедствие
- 1932 — Маска Фу Манчу
- 1934 — Джейн Эйр
- 1934 — / Berkeley Square
- 1934 — Что каждая женщина знает
- 1934 — Чарли Чан в Лондоне
- 1935 — Бонни Шотландия
- 1925 — /Black Sheep
- 1935 — Мятеж на «Баунти»
- 1936 — Энни Лори
- 1939 — Стэнли и Ливингстон
- 1939 — Правители моря